# تپه گوش لاغر
تپه گوش لاغر مربوط به دوران‌های تاریخی پس از اسلام است و در شهرستان تربت جام، بخش صالح آباد، روستای گوش لاغر واقع شده و این اثر در تاریخ ۲۷ مرداد ۱۳۸۲ با شمارهٔ ثبت ۹۵۹۸ به‌عنوان یکی از آثار ملی ایران به ثبت رسیده است.